# Papa est un fantôme
Pour plus de détails, voir Fiche technique et Distribution.
Papa est un fantôme (Ghost Dad) est un film américain réalisé par Sidney Poitier, sorti en 1990.

## Synopsis
Obsédé par sa carrière professionnelle, Elliot Hopper est très peu présent à la maison pour s'occuper de ses trois enfants au point même qu'Amanda, sa petite dernière, ne connaît sa voix que par le répondeur téléphonique. Chaque fois qu'ils expriment des désirs ou des besoins, Elliot remet au lendemain. Tout bascule lorsqu'Elliot meurt dans accident de taxi conduit par un chauffeur imprudent. Pensant s'en être sorti indemne, Elliot finit par se rendre compte qu'il est devenu un fantôme. Le ciel lui a accordé un délai de trois jours pour régler ses affaires et s'occuper de sa famille. Il revient donc auprès de Diane, Danny et Amanda. Ils sont les seuls à percevoir leur défunt père...

## Fiche technique
- Titre : Papa est un fantôme
- Titre original : Ghost Dad
- Réalisation : Sidney Poitier
- Scénario : Chris Reese, Brent Maddock et S.S. Wilson d'après une histoire de Brent Maddock et S.S. Wilson
- Directeur de la photographie : Andrew Laszlo
- Montage : Pembroke Herring
- Musique : Henry Mancini
- Décors : Henry Bumstead
- Production : Terry Nelson
- Sociétés de production : Universal Pictures et SAH Productions
- Société de distribution : Universal Pictures
- Pays :  États-Unis
- Langue : Anglais
- Format : Couleur - Dolby - 35 mm - 2.35:1
- Genre : Comédie
- Durée : 85 minutes
- Date de sortie :
  -  États-Unis : 29 juin 1990

## Distribution
- Bill Cosby (V.F. : Pascal Renwick) : Elliot Hopper
- Kimberly Russell (V.F. : Maïk Darah) : Diane Hopper
- Denise Nicholas : Joan
- Ian Bannen (V.F. : Roger Carel) : Sir Edith Moser
- Christine Ebersole (V.F. : Jeanine Forney) : Carol
- Barry Corbin (V.F. : Jean Violette) : M. Emery Collins
- Salim Grant (V.F. : Marie-Laure Beneston) : Danny Hopper
- Brooke Fontaine : Amanda Hopper
- Dakin Matthews : M. Seymour
- Dana Ashbrook : Tony Ricker
- Omar Gooding (V.F. : Séverine Morisot) : Stuart
- Raynor Scheine (V.F. : Marc de Georgi) : Curtis Burch, le chauffeur de Taxi

## Article annexe
- Le Retour de Peter Grimm